# جزایر فلگری

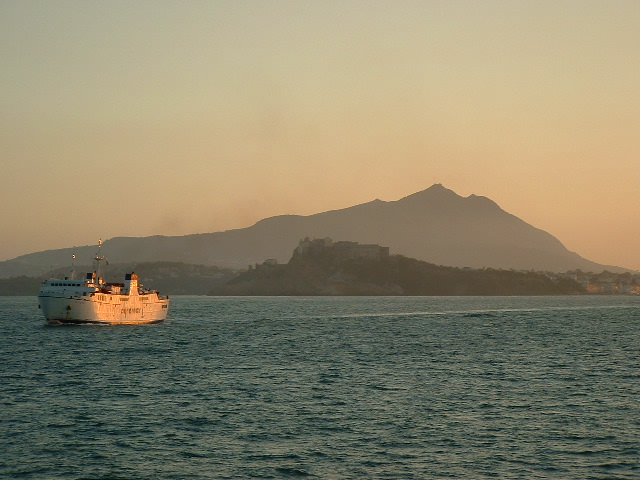
جزیره‌های پروسیدا و ایسکیا غروب آفتاب در پس‌زمینه از کیپ میزنو دیده می‌شوند.

جزایر فلگری (ایتالیایی:Isole Flegree [ˈiːzole fleˈɡrɛːe]؛ ناپلی: Isule Flegree) مجمع‌الجزایری در خلیج ناپل و منطقه کامپانیا در جنوب ایتالیا است.
این نام از وابستگی مشترک به منطقهٔ زمین‌شناسی میدان‌های فلگریا گرفته شده‌است.

## جغرافیا
این منطقه از جزایر Ischia, Procida, Vivara و Nisida تشکیل شده‌است. آنها بخشی از قوس آتشفشانی کامپان و مجمع‌الجزایر کامپانین (مجمع‌الجزایر ناپلی)، در سواحل ناپل در دریای تیرنین هستند. این مجمع‌الجزایر در داخل شهر متروپولیتن ناپل قرار دارد.
جزیره کاپری معمولاً مستثنی است، زیرا به دیگر سازندهای زمین‌شناسی این منطقه همگونگی ندارد.

## تاریخ
در دوره کلاسیک، برخی از جزایر فلگری Pithecussae، یونانی Pithekousai (Πιθηκοῦσαι، "جزایر میمون‌ها") نامیده می‌شدند. یک افسانه یونانی از دو راهزن به نام سرکوپس افسوس می‌گوید که با زئوس شوخی می‌کردند و سپس آنها را با تبدیل کردن آنها به میمون و تبعیدشان به جزایر Aenaria (ایسکیا) و Prochyta (Procida) مجازات کرد.